# Julien Mawule Kouto
Julien Mawule Kouto, né le 19 juin 1946 à Lomé et mort le 5 juin 2015, est un prélat catholique togolais.

## Biographie
Ordonné prêtre le 29 juin 1975, il est nommé évêque d'Atakpamé le 18 octobre 1993. Il prend sa retraite pour raison de santé le 1er mars 2006.